# Arthraxon typicus
Arthraxon typicus är en gräsart som först beskrevs av Lodewijk Hendrik Buse, och fick sitt nu gällande namn av Sijfert Hendrik Koorders. Arthraxon typicus ingår i släktet Arthraxon och familjen gräs. Inga underarter finns listade i Catalogue of Life.